# World Matchplay (snooker)
O World Matchplay foi um torneio profissional de snooker não pontuável para o ranking disputado de 1988 até 1992.

## História
Em 1988, Barry Hearn criou um torneio por convite, chamado World Matchplay, para os 12 melhores jogadores do ranking provisório, e durou cinco anos. O evento foi realizado no Brentwood Centre, Brentwood de 1988 a 1990, antes de ser transferido para o The Dome, em Doncaster, nos últimos dois anos. O evento de 1988 foi o primeiro torneio de snooker a oferecer um prêmio ao campeão de 100 mil libras esterlinas.
Foi patrocinado pela Everest em 1988 e 1989, e pela Coalite de 1990 a 1992. Foi televisionado entre 1988 e 1992 pela ITV como substituto do Campeonato Mundial de Duplas (World Doubles Championship).

## Campeões
| World Matchplay | World Matchplay | World Matchplay | World Matchplay | World Matchplay | World Matchplay | World Matchplay | World Matchplay |
| --------------- | --------------- | --------------- | --------------- | --------------- | --------------- | --------------- | --------------- |
| Ano             | Local           | Campeão         | Vice-campeão    | Placar final    | Patrocionador   | Temporada       | Ref.            |
| 1988            | Brentwood       | Steve Davis     | John Parrott    | 09–50           | Everest         | 1988–89         | [ 2 ]           |
| 1989            | Brentwood       | Jimmy White     | John Parrott    | 18–90           | Everest         | 1989–90         | [ 3 ]           |
| 1990            | Brentwood       | Jimmy White     | Stephen Hendry  | 18–90           | Caolite         | 1990–91         | [ 4 ]           |
| 1991            | Doncaster       | Gary Wilkinson  | Steve Davis     | 18–11           | Caolite         | 1991–92         | [ 5 ]           |
| 1992            | Doncaster       | James Wattana   | Steve Davis     | 09–40           | Caolite         | 1992–93         | [ 6 ] [ 7 ]     |